# آدم كايد
آدم حمزة جهاد أحمد قائد (مواليد 2 مارس 2002) هو لاعب كرة قدم محترف يلعب كجناح أيسر مع نادي ناك بريدا في الدوري الهولندي الممتاز. ولد في السويد ويلعب مع المنتخب الفلسطيني.

## المسيرة الكروية
انضم إلى نادي هلسينغبورغ في سن العاشرة، وشق طريقه إلى الفريق الأول. ظهر لأول مرة بشكل غير رسمي في مباراة ودية في يناير 2020، وجاء ظهوره الرسمي الأول بعد عام واحد في كأس سفينسكا 2020–21.
قبل نهاية فترة الانتقالات الصيفية لعام 2022، تم الحصول عليه على سبيل الإعارة من قبل نادي ستابيك النرويجي مع خيار الشراء. بعد فوزه بالترقية إلى الدرجة الأولى، لم يمارس ستابيك هذا الخيار. قبل نهاية فترة الانتقالات الشتوية لعام 2023، وقع كايد مع نادي بريدا.

## وصلات خارجية
- آدم كايد على موقع اتحاد السويد (السويدية)
- آدم كايد على موقع قاعدة بيانات كرة القدم.إي يو (الإنجليزية)
- آدم كايد على موقع ناشيونال فوتبول تيمز (الإنجليزية)
- آدم كايد على موقع Soccerway.com (الإنجليزية)
- آدم كايد  على سكروي
- آدم كايد على موقع الاتحاد السويدي (بالسويدية)